# Прогресс (Кочубеевский район)
Прогре́сс — хутор в Кочубеевском районе (муниципальном округе) Ставропольского края России.

## География
Расстояние до краевого центра: 55 км.
Расстояние до районного центра: 15 км.

## История
До 16 марта 2020 года входил в упразднённый Новодеревенский сельсовет.

## Население
| 1989 | 2002 | 2010 | 2012 | 2014  | 2021  |
| ---- | ---- | ---- | ---- | ----- | ----- |
| 652  | ↗901 | ↗963 | ↘855 | ↗1000 | ↗1059 |

По данным переписи 2002 года в национальной структуре населения преобладают русские (95 %).

## Инфраструктура
- Сельская библиотека. Открыта в 1980 году[11]
- Фельдшерско-акушерский пункт[12]

## Памятники
- Памятник советским воинам, погибшим в годы Великой Отечественной войны 1941—1945 гг. 1948 год[13].

## Кладбища
У западной окраины хутора расположено общественное открытое кладбище площадью 4 тыс. м².